# Лерма, Франсиско Гомес де Сандоваль
Франси́ско Го́мес де Сандова́ль-и-Ро́хас, 1-й герцог Лерма (исп. Francisco Gómez de Sandoval y Rojas, Duque de Lerma, 1552/1553, Тордесильяс — 17 мая 1625, Вальядолид) — испанский государственный деятель, всемогущий фаворит («вали́до») короля Филиппа III, поручившего ему ведение всех государственных дел.

## Семья
Его отец, маркиз де Дениа, происходил из богатой семьи севильских грандов Сандовалей, а мать Изабелла была дочерью святого Франсиско де Борха, одного из первых руководителей ордена иезуитов.
Женой герцога Лерма была Каталина де ла Серда (1550/51 — 1603) из дома Мединасели, по прямой мужской линии происходившая от внебрачного сына Гастона Феба. Мать же её была из младшей ветви португальского дома Браганса.
Одна из дочерей герцога Лерма была выдана замуж за герцога Медина-Сидония. В этом браке родилась португальская королева Луиза. Через эту свою внучку герцог Лерма — прародитель всех последующих королей Португалии.

## Карьера
Ещё при жизни Филиппа II Сандоваль оказывал сильное влияние на юного принца Астурийского, неспособного к государственной деятельности. Когда Филипп III стал королём, он назначил Сандоваля вице-королём Португалии (1598—1600), а в 1599 году присвоил ему титул герцога Лермы (по имени города Лерма в провинции Бургос) и доверил ему практически полное ведение внутренней и внешней политики.
Правление Лермы, имевшего даже право ставить королевскую подпись на документах, ознаменовало начало экономического и внешнеполитического кризиса Испании. Противостоявший признанию независимости Нидерландов, Лерма заключил в 1598 и 1604 году мирные договоры с Францией и Англией, но война с голландцами шла вплоть до перемирия в 1612 году, разоряя страну. В 1607 году государство объявило себя банкротом, в 1609—1611 годах из Испании были изгнаны мориски (крещёные мавры); это решение, продиктованное религиозными и политическими опасениями, лишило государство значительной части доходов и практически разорило город Валенсию.

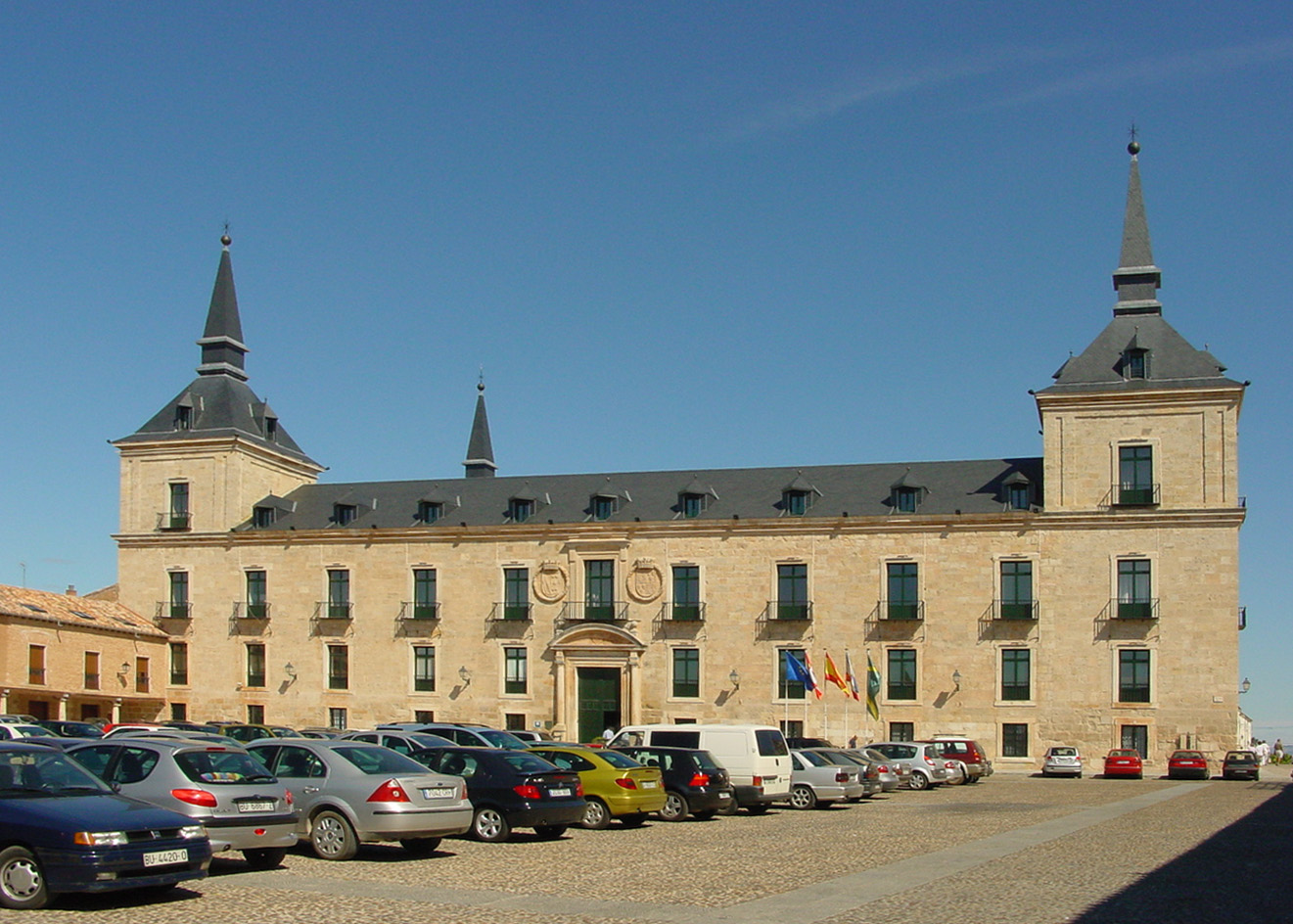
Дворец герцога Лермы в городе Лерма

## Покровитель искусств
При всём этом фаворит накапливал огромные личные богатства (44 миллиона дукатов), в частности, собрал большую коллекцию живописи и других произведений искусства (иностранные правительства, знавшие об этой страсти герцога, специально посылали ему картины и статуи в подарок). Многое из собрания Лермы впоследствии попало в музей Прадо. Лерма был благочестив и много тратил на церковь.

## Опала
В последние годы царствования Филиппа III из-за интриги придворных, в которой участвовал его собственный сын, пожилой герцог Лерма, которого папа Павел V незадолго до этого произвёл в кардиналы, был отослан от двора (1618) и находился в опале. Перед смертью (1621) король его не помиловал, а его преемник Филипп IV, на которого влиял его собственный фаворит граф-герцог де Оливарес, велел посадить Лерму под домашний арест и взыскать с него миллион дукатов. Заступничество папы спасло бывшего фаворита от дальнейших репрессий (его главный конфидент и агент Родриго Кальдерон был казнён вскоре после смерти короля). Лерма умер в 1625 г.

## Наследство
Поскольку старший сын герцога Лермы — герцог Уседа — умер молодым, его имения унаследовал внук. У этого 2-го герцога Лерма сыновей не было. Его дочь Марианна де Сандоваль (ум. 1658) была выдана замуж за герцога Сегорбе, который унаследовал титул герцога Лермы. Его наследницей, в свою очередь, была дочь Каталина Арагонская — жена 8-го герцога Мединасели. С тех пор (и до настоящего времени) титул герцога Лерма принадлежит старшему из их потомков — главе рода Мединасели. Благодаря фонду Мединасели в толедском госпитале Тавера работает музейная экспозиция, посвящённая 1-му герцогу Лерма.

## Память

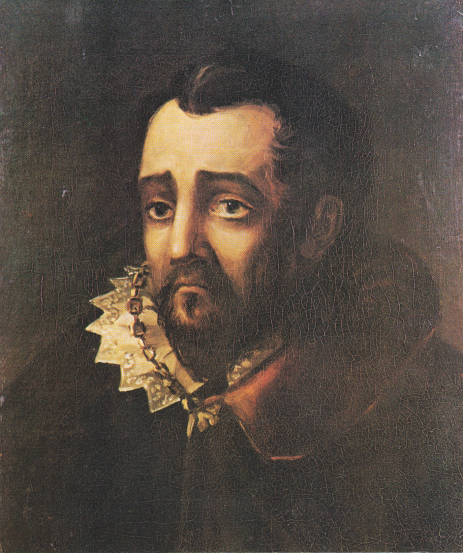
Герцог Лерма. Портрет работы М. Ю. Лермонтова

Сервантес в своей новелле «Цыганочка» (из цикла «Назидательные новеллы») в стихотворении, аллегорически описывающем рождение Филиппа IV, изобразил Лерму в образе Юпитера:
Junto a la casa del Sol

va Júpiter; que no hay cosa

difícil a la privanza

fundada en prudentes obras.
«Рядом с домом Солнца [короля] идёт Юпитер, ибо нет никаких препятствий для милости, основанной на честных трудах».
Михаил Лермонтов, не довольствуясь семейной легендой о происхождении от шотландского барда Томаса-Рифмача, в юности ассоциировал свою фамилию с титулом Лермы (что было полной фантазией). Известен воображаемый портрет Лермы работы Лермонтова; испанские мотивы отразились во многих рисунках молодого поэта и в драме «Испанцы» (1830).